# 4808 Ballaero
4808 Ballaero è un asteroide della fascia principale. Scoperto nel 1925, presenta un'orbita caratterizzata da un semiasse maggiore pari a 2,6685044 UA e da un'eccentricità di 0,1614708, inclinata di 10,79003° rispetto all'eclittica.
L'asteroide è dedicato all'azienda americana Ball Aerospace & Technologies.